# ريمو مانشيني
ريمو مانشيني هو سياسي كندي، ولد في 26 مايو 1951 في بسكارا في إيطاليا. حزبياً، نشط في الحزب الليبرالي في أونتاريو ‏. وقد انتخب عضو برلمان مقاطعة أونتاريو.